# صموئيل مكلارين
صموئيل مكلارين (بالإنجليزية: Samuel McLaren)‏ هو رياضياتي أسترالي، ولد في 16 أغسطس 1876 في إيدو في اليابان، وتوفي في 13 أغسطس 1916.